# Kutas (Węgry)
Kutas [wym. /ˈkutɒʃ/] – wieś na Węgrzech w komitacie Somogy.
Stanowisko burmistrza piastuje Ütő Szabolcs z partii Fidesz.

## Narodowości i grupy etniczne[2]
- Węgrzy: 93,8%
- Romowie: 6,2%

## Wyznania religijne[2]
- katolicy: 72,2%
- protestanci: 9,5%
- ewangelicy: 0,5%
- inne religie: 0,3%